# Henry Hallam

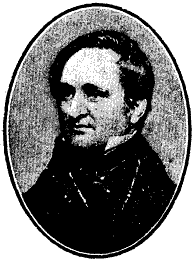
Henry Hallam

Henry Hallam (* 9. Juli 1777 in Windsor (Berkshire); † 21. Januar 1859 in Pickhurst, heute London) war ein englischer Historiker und Literaturkritiker des 19. Jahrhunderts, der für seine umfassenden Werke zur europäischen Geschichte und Literatur bekannt wurde. Geboren als Sohn eines hochrangigen Geistlichen, genoss er eine privilegierte Ausbildung an der Eton School und der Universität Oxford, die den Grundstein für seine spätere akademische Karriere legte. Hallams Lebensweg führte ihn von einer kurzen juristischen Laufbahn über ein politisches Engagement in der Whig-Partei bis hin zu seiner Ernennung zum Commissioner of Stamps im Jahr 1806, wobei sein ererbtes Vermögen ihm die finanzielle Unabhängigkeit ermöglichte, sich intensiv seinen historischen und literarischen Studien zu widmen.

## Leben
Henry Hallam wurde im Jahr 1777 in Windsor, England, geboren. Als einziger Sohn eines hochrangigen Geistlichen genoss er eine privilegierte Erziehung und Ausbildung. Seine schulische Laufbahn begann an der renommierten Eton School, gefolgt von einem Studium am Christ Church College der Universität Oxford.
Nach Abschluss seines Studiums schlug Hallam zunächst eine juristische Karriere ein und arbeitete als Barrister. Diese Tätigkeit übte er jedoch nur für kurze Zeit aus, da er nach dem Tod seines Vaters ein beträchtliches Erbe antrat, welches ihm finanzielle Unabhängigkeit ermöglichte. Trotz seines Rückzugs aus der aktiven Rechtspraxis blieb Hallam zeitlebens politisch engagiert und war ein einflussreiches Mitglied der Whig-Partei.
Im Jahr 1806 erreichte Hallam einen bedeutenden beruflichen Meilenstein, als er zum Commissioner of Stamps ernannt wurde. Diese gut dotierte Position sicherte ihm für einen Großteil seines Lebens ein zusätzliches Einkommen. Ein Jahr später, 1807, heiratete er die Tochter eines Baronets. Aus dieser Ehe gingen insgesamt elf Kinder hervor, darunter der talentierte junge Dichter Arthur Henry Hallam.
Arthur Henry Hallam wurde am 1. Februar 1811 in Bedford Place, London, geboren. Die Familie unternahm 1818 eine Reise nach Deutschland und in die Schweiz, während der junge Arthur seine Französischkenntnisse verbesserte und bereits begonnen hatte, Lateinisch zu lernen. In den Jahren 1820 bis 1822 wurde Arthur zunächst vom Reverend W. Carmalt in Putney unterrichtet und später Schüler des Reverend E. C. Hawtrey, eines Assistenzlehrers am Eton College.
Henry Hallams akademische Leistungen wurden zu seinen Lebzeiten hoch geschätzt. Im Jahr 1830 erhielt er von König Georg IV. eine Medaille für herausragende historische Leistungen. Zudem wurde er zum Mitglied der Royal Society ernannt und fungierte als Treuhänder des British Museum.
Tragischerweise erlebte Henry Hallam den Verlust seines Sohnes Arthur, der am 15. September 1833 im Alter von nur 22 Jahren in Wien unerwartet verstarb. Dieser Verlust traf die Familie schwer und hatte auch Auswirkungen auf Henry Hallams späteres Leben und Werk.
Henry Hallam verbrachte seine letzten Lebensjahre zurückgezogen und verstarb am 21. Januar 1859 in England. Sein Leben war geprägt von akademischen Erfolgen, politischem Engagement und persönlichen Tragödien, da nur eines seiner elf Kinder ihn überlebte.

## Werk und Rezeption
Henry Hallams Werk umfasst mehrere bedeutende historische und literaturwissenschaftliche Abhandlungen, die sich durch gründliche Forschung, scharfe Analyse und einen klassischen Schreibstil auszeichnen. Zu seinen Hauptwerken zählen View of the State of Europe during the Middle Ages", The Constitutional History of England und Introduction to the Literature of Europe in the 15th, 16th and 17th Centuries.
View of the State of Europe during the Middle Ages erschien erstmals 1818 in London. In dieser umfassenden Studie untersuchte Hallam die politischen, sozialen und kulturellen Entwicklungen im mittelalterlichen Europa. Das Werk zeichnet sich durch eine detaillierte Analyse verschiedener Aspekte der mittelalterlichen Gesellschaft aus, darunter die Feudalstruktur, die Entwicklung des Rechtssystems, die Rolle der Kirche und die wirtschaftlichen Verhältnisse in verschiedenen europäischen Ländern. Hallam ergänzte dieses Werk später durch Supplemental Notes, die 1848 veröffentlicht wurden und zusätzliche Erkenntnisse und Überarbeitungen enthielten.
Ein weiteres bedeutendes Werk Hallams ist The Constitutional History of England from the Accession of Henry VII to the Death of George II, das 1827 erschien. In dieser Abhandlung zur englischen Verfassungsgeschichte analysierte Hallam die Entwicklung der englischen Verfassung und des politischen Systems über einen Zeitraum von mehreren Jahrhunderten. Das Werk zeichnet sich durch eine detaillierte Untersuchung der rechtlichen und institutionellen Veränderungen aus, die England in dieser Periode durchlief.
Hallams literaturwissenschaftliches Hauptwerk trägt den Titel Introduction to the Literature of Europe in the 15th, 16th and 17th Centuries. Diese umfangreiche Studie wurde zwischen 1837 und 1839 in vier Bänden veröffentlicht. In diesem Werk bot Hallam einen umfassenden Überblick über die europäische Literatur der frühen Neuzeit. Er untersuchte darin nicht nur literarische Werke im engeren Sinne, sondern bezog auch philosophische, wissenschaftliche und theologische Schriften mit ein.
In seinen Werken stützte sich Hallam auf eine breite Quellenbasis und zog Werke verschiedener Autoren und Historiker heran. Seine Schriften zeichnen sich durch einen nüchternen, analytischen Stil aus. Er bemühte sich um eine objektive Darstellung historischer Ereignisse und Entwicklungen, ohne dabei in moralisierende oder parteiische Bewertungen zu verfallen.
Neben seinen umfangreichen historischen und literaturwissenschaftlichen Werken war Hallam auch als Essayist und Rezensent tätig. Ab 1805 arbeitete er als Mitarbeiter an der Edinburgh Review, einer einflussreichen literarischen und politischen Zeitschrift. In seinen Beiträgen für diese Publikation behandelte er ein breites Spektrum an Themen.
Hallams Werk ist geprägt von einem umfassenden Ansatz, der verschiedene Disziplinen und Perspektiven miteinander verband. In seinen historischen Abhandlungen berücksichtigte er nicht nur politische Ereignisse, sondern auch soziale, kulturelle und wirtschaftliche Faktoren. Diese ganzheitliche Betrachtungsweise trug dazu bei, ein differenziertes Bild der von ihm untersuchten Epochen zu zeichnen.

### Werke
- View of the state of Europe during the middle ages (London. 1818, 2 Bde.; neue Ausg. 1884; deutsch von F. v. Halem, Leipz. 1820, 2 Bde.), ergänzt durch
- Supplemental notes (1848), ein Werk, ausgezeichnet ebenso durch Gründlichkeit der Forschung und Schärfe des Urteils wie durch Gedankenreichtum und klassischen Stil; ferner die treffliche
- Constitutional history of England from the accession of Henry VII. to the death of George II.  (London 1827, 2 Bde.; neueste Ausg. 1878; deutsch von Rüder, Leipzig 1828–29) und die
- Introduction to the literature of Europe in the XV., XVI. and XVII. centuries (1837–39, 4 Bde.; neueste Ausg. 1882).